# Flusso inviscido
In fluidodinamica, un flusso non viscoso, o flusso inviscido, è un tipo di flusso per il quale gli effetti relativi alla viscosità del fluido possono essere trascurati, quindi anche l'attrito tra le particelle di fluido può essere trascurato e le forze di superficie hanno solo la componente normale alla superficie.
In fluidostatica, un fluido inviscido non è soggetto a forze di attrito statico quindi, anche in questo caso, le forze di superficie hanno solo la componente normale alla superficie.
Questa tipologia di flusso è quella matematicamente più semplice da studiare, essendo descritta dalle equazioni di Eulero; in queste equazioni viene inoltre trascurata ogni forma di trasmissione del calore, per cui lo studio del flusso inviscido è puramente fluidodinamico e non termofluidodinamico.
Le equazioni di Eulero, integrate lungo una linea di flusso si riducono ulteriormente all'equazione di Bernoulli.
Per valutare se gli effetti viscosi possono essere trascurati, viene definito il numero di Reynolds, che misura la preponderanza degli effetti inerziali rispetto agli effetti viscosi.